# Provo (movimiento)

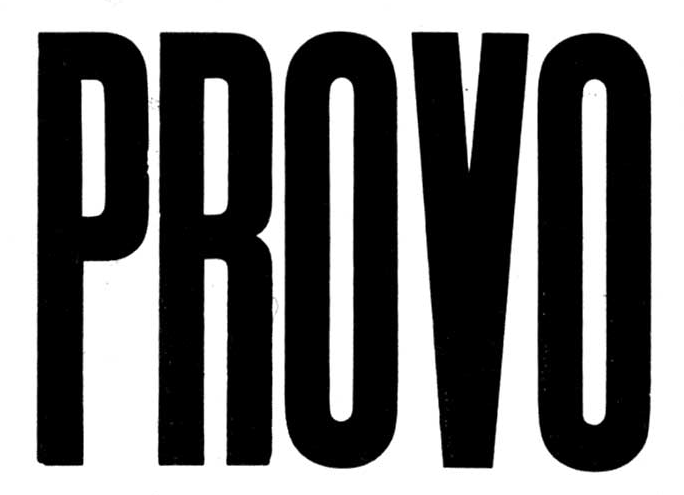
provos holandeses

Los provos neerlandeses eran una contracultura que atacaban las estructuras sociales del Estado y que, a diferencia de los hippies, no sólo se limitaron a atacar las estructuras políticas de forma impulsiva, sino también de forma consciente y racional. Convencidos de que los actos revolucionarios no podrían tener éxito por culpa del conservadurismo y por la rigidez del pensamiento político, los provos se propusieron, al menos, despertar a la sociedad con preguntas y sentido del humor. 

## Orígenes y fundamentos
La denominación de “provo” fue acuñada por el sociólogo neerlandés Buikhuizen. Bajo esta etiqueta se trataba de agrupar a una serie de estudiantes con ganas de provocar al sistema mediante una genial combinación de humor absurdo y agresividad “no-violenta” de inspiración gandhista. Tomaron como principales influencias el arte dadaísta, el pensamiento de Herbert Marcuse y la ideología anarquista. Sus portavoces fueron Roel van Duijn, un universitario introvertido que parecía dirigir el movimiento desde la sombra, y Robert Jasper Grootveld, un antiguo limpiacristales que un buen día decidió disfrazarse de clown para mofarse de las autoridades holandesas. La doctrina “provo” fue bautizada como “Filosofía Blanca”.
La primera gran lucha de los “provos” persiguió la legalización de la marihuana. Con el fin de evidenciar la ignorancia y los tópicos existentes con respecto al consumo de cannabis, inventaron el “marihuettegame”, un juego tan sencillo como transgresor. Los participantes debían pagar una pequeña contribución por participar, y el ganador de la suma total sería aquel que lograra acumular más detenciones por consumo de cannabis. Las aportaciones de los jóvenes fueron tan numerosas que se formó un gran bote; de este modo, muchos de ellos tenían verdadero interés por fumar marihuana descaradamente para lograr la detención y optar así a la jugosa recompensa económica.

## Los planes blancos
Otra iniciativa de los provos que acabó siendo muy popular fue la de reunirse en forma de “happenings”, que solían celebrarse en el campo y en los cuales se organizaban conciertos, narcosalas, charlas filosóficas y juegos de malabares. Precisamente en mayo de 1965, Van Duijn organizó un happening con el fin de distribuir miles de panfletos en los que se anunciaba la fundación del movimiento y se diseñaban las estrategias a seguir.
Estas estrategias consistían en los llamados Planes Blancos. El primero de ellos, el Plan Blanco de Bicicletas, buscaba denunciar la contaminación generada por los vehículos privados y la mala calidad del servicio de transporte público de Ámsterdam. Con el fin de provocar a la sociedad, los “provos” invadieron las calles de la ciudad con miles de bicis pintadas de color blanco. Circulando en dirección contraria, deteniéndose en medio de la calzada o, simplemente, lanzando las bicicletas a la vía, los provos consiguieron colapsar completamente el tráfico de Ámsterdam. No hubo consecuencias penales, ya que salir a la calle con una bicicleta blanca no era un acto constitutivo de delito. Pero el éxito de su plan fue incontestable: Holanda entera quedó impresionada y las imágenes dieron la vuelta a medio mundo.
Ante la crisis de vivienda en Ámsterdam crearon el witte huizen plan (Plan de las casas blancas) por el que pintaron de blanco las puertas de las propiedades vacías. Con esto quisieron llamar la atención sobre los efectos de la especulación inmobiliaria y crear una lista de casas que se podían poner a disposición de los ciudadanos y turistas de la ciudad.
Otros planes blancos muy exitosos fueron el Plan Blanco de Chimeneas, dirigido a pintar de blanco aquellas fábricas y casas que emitieran más humo del tolerable; el Plan Blanco para Mujeres (asistencia médica y farmacéutica gratuita para mujeres); o el Plan Blanco de los Rumores, que consistía en difundir rumores creíbles entre todos los medios de comunicación y la policía con el fin de crear una sensación de pánico general.

## Fin de los provos
La tribu de los "provos" desapareció formalmente en junio de 1968, coincidiendo con el pesimismo generado por la represión ejercida por las autoridades soviéticas, francesas, estadounidenses y latinoamericanas frente a los movimientos revolucionarios iniciados esa misma primavera. Sin embargo, el espíritu "provo" no ha desaparecido todavía de la capital holandesa. Cualquiera que pasee por las céntricas calles de Ámsterdam y observe una ciudad limpia, en la que se circula en bicicleta y en la que es posible fumar hierbas en algunos locales, tal vez esté observando los resultados de una lucha social iniciada con frescura y sentido del humor hace ya más de cincuenta años.
Los miembros donaron su <<archivo>> a la Universidad de Ámsterdam y con los fondos conseguidos fueron donados a diferentes causas políticas alternativas como por ejemplo el WdK (Agencia de Viviendas para Okupas).